# أوغسطين بوروز
أوغسطين بوروز (بالإنجليزية: Augusten Burroughs)‏ (23 أكتوبر 1965 في بيتسبرغ - )؛ كاتب، وصحفي، وروائي من الولايات المتحدة.

## الجوائز
- جائزة لامدا الأدبية

## روابط خارجية
- أوغسطين بوروز على موقع IMDb (الإنجليزية)
- أوغسطين بوروز على موقع مونزينجر (الألمانية)
- أوغسطين بوروز على موقع ميوزك برينز (الإنجليزية)
- أوغسطين بوروز على موقع إن إن دي بي (الإنجليزية)
- أوغسطين بوروز على موقع ديسكوغز (الإنجليزية)
- أوغسطين بوروز على موقع قاعدة بيانات الفيلم (الإنجليزية)